# Saki Kumagai
Saki Kumagai (jap. 熊谷 紗希 Kumagai Saki; ur. 17 października 1990) – japońska piłkarka, reprezentantka kraju. W latach 2013–2023 występowała w Olympique Lyon. Obecnie gra w AS Roma.

## Kariera klubowa
Od 2009 do 2013 roku występowała w klubach Urawa Reds Ladies i Frankfurt. Od 2013 roku gra w zespole Olympique Lyon.

## Kariera reprezentacyjna
W reprezentacji Japonii zadebiutowała w 2008. W sumie w reprezentacji wystąpiła w 74 spotkaniach.

### Sukcesy
- Igrzyska olimpijskie; 2012 (Srebro)
- Mistrzostwa świata; 2011 (Złoto), 2015 (Srebro)